# Aphnaeus sepuloeda
Aphnaeus sepuloeda är en fjärilsart som beskrevs av Hans Fruhstorfer 1912. Aphnaeus sepuloeda ingår i släktet Aphnaeus och familjen juvelvingar. Inga underarter finns listade i Catalogue of Life.